# Cutthroat Island
Cutthroat Island is een Amerikaanse piratenfilm uit 1995 onder regie van Renny Harlin. Deze werd hiervoor genomineerd voor de Razzie Award voor slechtste regie.
De film kwam uit in hetzelfde jaar als Waterworld. Cutthroat Island had een budget van 98 miljoen dollar, maar bracht er 11 miljoen op. Hiermee kwam de film in de geschiedenisboeken als grootste flop aller tijden. Ze maakte zoveel verlies dat het de ondergang betekende van productiemaatschappij Carolco.

## Verhaal
De vrouwelijke piraat Morgan Adams neemt het kapiteinscommando over van haar vader die net overleden is. Ze heeft haar zinnen gezet op een grote schat van haar opa, die nagelaten is aan haar vader en twee ooms die al jaren met elkaar in onmin leven. Ze hebben alle drie een deel van de kaart van het eiland Cutthroat. Omdat de kaart van Morgan tekst in het Latijn bevat, koopt ze de slaaf William Shaw vrij om dit te vertalen. Bij een kroeg in Port Royal komt ze haar twee ooms tegen en ontstaat er een gevecht van man tegen man. Een van de ooms overlijdt hierbij, waardoor Morgan hem de kaart kan ontfutselen, maar haar oom Dawg Brown volgt haar op de voet en er ontstaat een race wie er als eerste op Cutthroat Island aankomt.

### Rolverdeling
| Acteur         | Personage       |
| -------------- | --------------- |
| Geena Davis    | Morgan Adams    |
| Frank Langella | Dawg Brown      |
| Matthew Modine | William Shaw    |
| Angus Wright   | Mr Trotter      |
| Stan Shaw      | Mr Glasspoole   |
| Rex Linn       | Kwartiermeester |

### Caralco Pictures
Nadat het productiebedrijf een opstart maakte in het jaar 1994, begon het met het financieren van de film Cutthroat Island. Wat hun eerste film zou worden zou ook hun laatste zijn. Het werd een financieel fiasco waardoor het bedrijf geen draagvlak meer had om voort te bestaan.

### Trivia
- De producenten kenden grote moeite om een acteur te casten naast Davis. Namen als Michael Douglas, Keanu Reeves en Mel Gibson kwamen voorbij, totdat de relatief onbekende Matthew Modine gecast werd voor een ingekorte rol.
- De film zou aanvankelijk door Paul Verhoeven geregisseerd worden. Verhoeven stapte uiteindelijk uit het project omdat hij veel liever een door Carolco geproduceerde film over de kruistochten wilde maken. De hoofdrol zou gespeeld worden door Arnold Schwarzenegger. Deze film is echter nooit gemaakt omdat de productiemaatschappij failliet ging nog voordat Verhoeven aan de opnames kon beginnen. Bovendien dacht de directie dat een film met Michael Douglas meer geld zou opbrengen dan een film met Schwarzenegger.[1]